# Маріо Пароді
Маріо Пароді (італ. Mario Parodi, 8 вересня 1903, Вогера — 22 січня 1981, Нові-Лігуре) — італійський футболіст, що грав на позиції півзахисника.
Виступав, зокрема, за клуби «Новезе» і «Дженоа». Чемпіон Італії. 

## Ігрова кар'єра
У дорослому футболі дебютував 1921 року виступами за команду «Новезе», в якій провів три сезони, взявши участь у 44 матчах чемпіонату. За цей час виборов титул чемпіона Італії в 1922 році. Варто відзначити, що це був рік розколу в італійському футболі, коли було проведено два різних чемпіонати. Багато провідних клубів вийшли з ліги і провели свій турнір. «Новезе» був серед тих, хто залишився, і виграв чемпіонат, який організувала FIGC (Італійська федерація футболу).
Згодом з 1924 по 1927 рік грав у складі команд «Кавезе», «Ільва Баньйолезе» та «Андреа Доріа».
В 1927 році став гравцем клубу «Дженова 1893», до складу якого приєднався 1927 року. В першому сезоні 1927-28 зіграв 33 матчі, а команда стала другою у чемпіонаті. Ще раз з командою став срібним призером в сезоні 1929-30, коли чемпіонат уже повноцінно став професіональним. 
Влітку 1930 року «Дженоа» брала участь у Кубку Мітропи як віце-чемпіон Італії. За волею жереба, команда другий рік поспіль в чвертьфіналі зіграла з віденським «Рапідом». В першому матчі в Генуї суперники зіграли внічию 1:1, а у Відні впевнену перемогу здобули австрійці — 1:6. В сезоні 1930-31 Пароді рахувався гравцем «Дженова 1893», але жодного матчу в чемпіонаті не зіграв.
Протягом 1931—1935 років захищав кольори клубів «Кальярі» та «Сестрезе».
Завершив ігрову кар'єру в команді «Грифоне Аузонія», за яку виступав протягом 1940—1941 років.
Помер 22 січня 1981 року на 78-му році життя у місті Нові-Лігуре.

## Статистика виступів

### Статистика виступів у Кубку Мітропи
| №                      | Розіграш               | Стадія                 | Дата та місце проведення | Команда 1              | Рахунок | Команда 2      | Голи |
| ---------------------- | ---------------------- | ---------------------- | ------------------------ | ---------------------- | ------- | -------------- | ---- |
| 1                      | 1930                   | 1/4                    | 13.07.1930 Генуя         | Дженоа                 | 1:1     | Рапід (Відень) |      |
| 2                      | 1930                   | 1/4                    | 3.09.1930 Відень         | Рапід (Відень)         | 6:1     | Дженоа         |      |
| Всього у кубку Мітропи | Всього у кубку Мітропи | Всього у кубку Мітропи | Всього у кубку Мітропи   | Всього у кубку Мітропи | 2       |                | 0    |

## Титули і досягнення
- Чемпіон Італії (1):

«Новезе»: 1921-1922
- Срібний призер Серії А (2):

«Дженоа»: 1928, 1930